# Liponeura bischoffi
Liponeura bischoffi är en tvåvingeart som beskrevs av Edwards 1928. Liponeura bischoffi ingår i släktet Liponeura och familjen Blephariceridae. Inga underarter finns listade i Catalogue of Life.